# Broadus
La ville américaine de Broadus est située dans le comté de Powder River, dans l’État du Montana. Sa population s’élevait à 468 habitants lors du recensement de 2010.

## Histoire
Broadus a été choisie comme siège de comté en 1920 pour le comté de Power River qui venait d’être établi.

## Démographie
| Groupe            | Broadus | Montana | États-Unis |
| ----------------- | ------- | ------- | ---------- |
| Blancs            | 95,1    | 89,4    | 72,4       |
| Métis             | 2,1     | 2,5     | 2,9        |
| Autres            | 1,7     | 1,1     | 19,0       |
| Amérindiens       | 0,6     | 6,3     | 0,9        |
| Asiatiques        | 0,4     | 0,6     | 4,8        |
| Total             | 100     | 100     | 100        |
|                   |         |         |            |
| Latino-Américains | 3,0     | 2,9     | 16,7       |

Selon l'American Community Survey pour la période 2011-2015, 100 % de la population âgée de plus de 5 ans déclare parler l'anglais à la maison.